# Юлии-Клавдии
Ю́лии-Кла́вдии — первая императорская династия в Древнем Риме, правившая с 27 года до н. э. по 68 год, состоящая из нескольких римских родов, основным из которых был патрицианский род Клавдиев.
Как отмечал советский антиковед В. С. Сергеев, по всему своему облику общество эпохи Клавдиев представляется в полном смысле аристократическим, а их политика была отчётливо выраженной аристократической политикой.

## Происхождение и состав династии
Родоначальником династии считают Гая Юлия Цезаря, усыновившего своего внучатого племянника Гая Октавия под именем «Гай Юлий Цезарь Октавиан». Октавиан стал первым римским императором под именем Гай Юлий Цезарь Октавиан Август.
Поскольку у Октавиана не было детей мужского пола, после него власть перешла к детям его жены Ливии от первого мужа, Тиберия Клавдия Нерона. С того момента, как Октавиан усыновил в 4 году Тиберия Клавдия Нерона под именем «Тиберий Юлий Цезарь», основной ветвью династии стал род Клавдиев, ветвь Неронов.
Вторую ветвь рода Клавдиев Неронов, идущую от младшего брата Тиберия, Децима Клавдия Друза, стали именовать Друзами. Децим Клавдий женился на Антонии Младшей, породнившись, таким образом, как с Антониями, так и с Юлиями, поскольку матерью Антонии Младшей была внучатая племянница Гая Юлия Цезаря.
Именно к ветви Друзов перешла власть после смерти Тиберия. Первым императором из Друзов стал Калигула, внук Децима Клавдия Друза. Затем власть перешла к Клавдию, дяде Калигулы и сыну Друза.
После Клавдия императором стал Нерон, сын Агриппины, сестры Калигулы. Агриппина была замужем за Гнеем Домицием Агенобарбом, представителем старинного плебейского рода, которому при Августе был присвоен патрицианский статус. После провозглашения Клавдия императором она стала его женой. С её подачи Клавдий усыновил сына Гнея Домиция под именем «Нерон Клавдий Цезарь Германик».
К Юлиям-Клавдиям причисляют часть отпрысков родов Клавдиев Марцеллов (ещё одна ветвь рода Клавдиев), Випсаниев, а также Помпеев, Кассиев, Корнелиев, Эмилиев Лепидов и Валериев Мессал, связанных с императорской династией браками.

## Древо династии

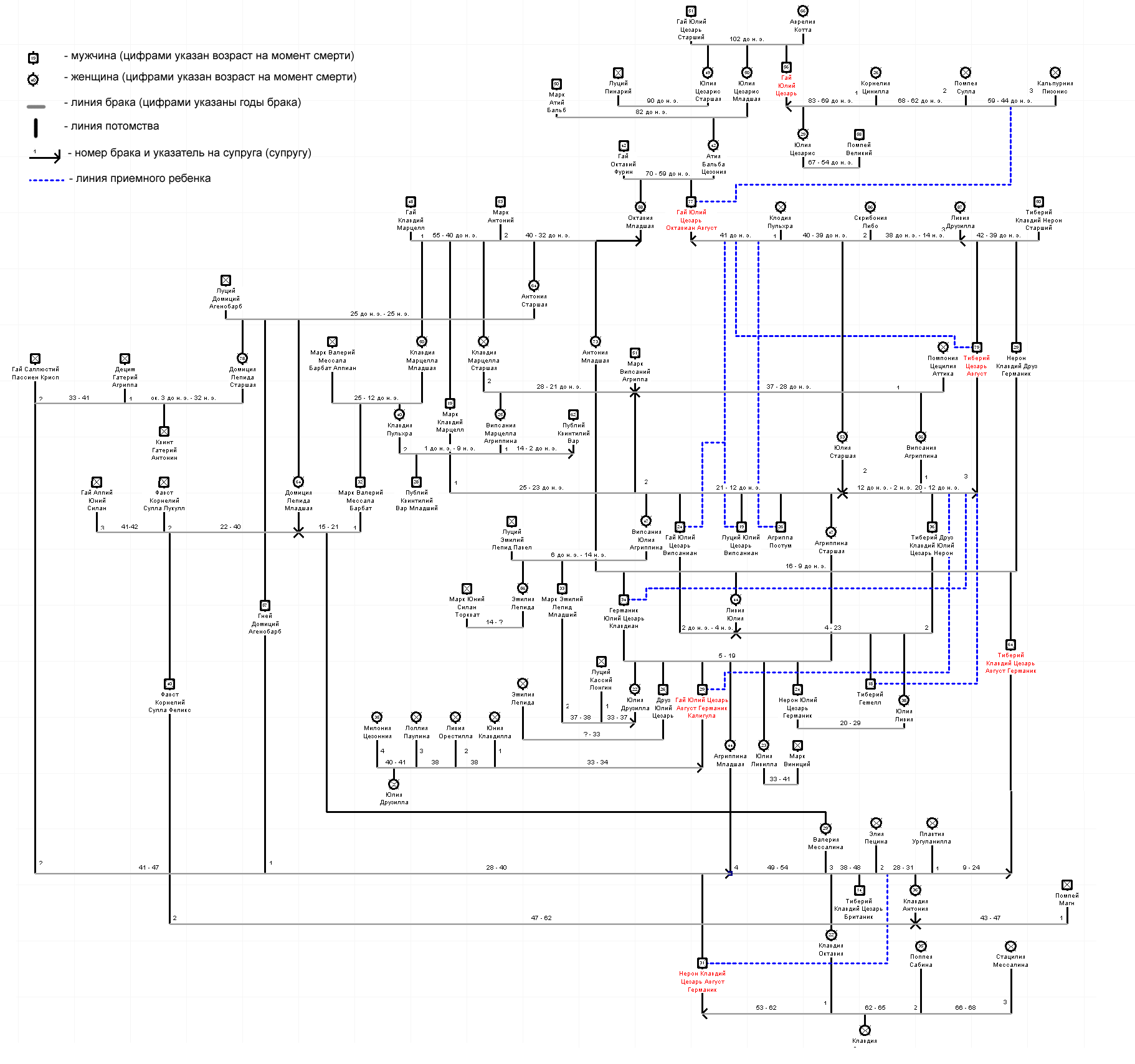
Генеалогическое древо династии Юлиев-Клавдиев (для более удобного просмотра откройте в полном размере. Императоры выделены красным цветом.)

## Список Юлиев-Клавдиев
Приведённый здесь список не может считаться полным или каноническим, поскольку чётко определённой границы династии не существует. Приведённые здесь имена — это перечень наиболее часто упоминающихся в античной и современной литературе людей, причастных к правлению династии.
Список приведён в алфавитном порядке.
- Аврелия Котта (ум. 54 до н. э.), дочь одного из представителей Аврелиев Котт и Рутилии. Уважаемая римская матрона, мать троих детей от Гая Юлия Цезаря Страбона, в том числе и Юлия Цезаря.
- Агриппа Постум (12 до н. э. — 14 год н. э.) — последний ребёнок Агриппы и Юлии Старшей, родившийся уже после смерти отца. Усыновлён Августом во 2 году, вместе с Тиберием, под именем Постум Юлий Цезарь Агриппа, рассматривался им в качестве преемника власти. В 6 году был по неизвестной причине отправлен в ссылку, где был убит своей стражей сразу после смерти Августа в 14 году.
- Агриппина Младшая (6 ноября 15 года — 22 марта 59 года) — сестра Калигулы и последняя жена Клавдия, мать Нерона. Была вовлечена в заговор против Калигулы, целью которого была передача власти Марку Эмилию Лепиду Младшему, за что была отправлена Калигулой в ссылку. Вернулась из ссылки после его смерти и женила на себе Клавдия. Властная и целеустремлённая женщина, сметавшая со своего пути своих противников и имевшая огромное влияние в Риме. Была убита своим сыном, императором Нероном.
- Антония Младшая (31 января 36 до н. э. — осень 37 года) — дочь Марка Антония и Октавии Младшей, одна из самых знаменитых женщин эпохи становления империи, племянница Августа, мать Германика и императора Клавдия, жена Друза Старшего, брата императора Тиберия.
- Антония Старшая  (39 до н. э. — не позднее 25 года) — дочь Марка Антония и Октавии Младшей, племянница Октавиана Августа, бабка императора Нерона.
- Атия Бальба Цезония (85 до н. э. — 43 до н. э.) — римская матрона, жена Гая Октавия, мать Октавиана, императора Августа.
- Валерия Мессалина (ок. 19 года — 48 год) — жена императора Клавдия. Властная и целеустремлённая. В истории оставила о себе память, в основном, благодаря своему развратному характеру. Казнена за участие в заговоре против императора.
- Випсания Агриппина (36 до н. э. — 20 год) — старшая дочь Марка Випсания Агриппы, первая жена Тиберия, мать его единственного сына. Принуждена к разводу с Тиберием по приказу Октавиана в 12 до н. э., после чего выдана замуж за Гая Азиния Галла.
- Випсания Агриппина (часто — Агриппина Старшая; 14 до н. э. — 18 октября 33 года) — дочь Марка Випсания Агриппы и Юлии Старшей, жена Германика, мать императора Калигулы. Из-за интриг Сеяна и Ливиллы сослана в 29 году. Умерла в ссылке.
- Випсания Марцелла Агриппина (27 до н. э. — ок. 2 года н. э.) — дочь Марка Випсания Агриппы, внучатая племянница Октавиана Августа, жена Публия Квинтилия Вара.
- Випсания Юлия Агриппина (19 до н. э. — 28 год) — дочь Агриппы от Юлии Старшей. Чаще всего упоминается как Юлия Младшая. В 8 году сослана Октавианом за прелюбодеяние. Умерла в ссылке.
- Гай Аппий Юний Силан (? — 42 год) — консул 28 года, правитель Тарраконской Испании в ранге проконсула. Третий муж Домиции Лепиды Младшей. Обвинён в измене Мессалиной, её дочерью от первого брака, и казнён.
- Гай Клавдий Марцелл (88 до н. э. — май 40 до н. э.) — римский консул 50 до н. э., первый муж Октавии Младшей.
- Гай Октавий (? — 59 до н. э.) — представитель богатой плебейской фамилии всаднического сословия, которая при нём перешла в сословие сенаторское. В чине претора был правителем Македонии. Отец Октавиана Августа.
- Гай Саллюстий Пассиен Крисп (? — 47 год) — приёмный сын знаменитого римского историка Гая Саллюстия Криспа, консул-суффект 27 и консул 44 годов, второй муж Домиции Лепиды Старшей. Развёлся с ней по приказу Клавдия, чтобы жениться на Агриппине Младшей после её возвращения из ссылки в 41 году. Скончался в 47 году, есть версия, что был отравлен Агриппиной.
- Гай Юлий Цезарь (100 до н. э. — 15 марта 44 до н. э.) — выдающийся политический деятель и военачальник, неоднократный консул, диктатор, основоположник Римской империи.
- Гай Юлий Цезарь Август Германик Калигула (31 августа 12 год — 24 января 41 год) — римский император, правивший с 37 по 41 год. Прославился своим сумасбродным, жестоким и развратным характером. В 41 году был убит в результате удавшегося заговора преторианцев.
- Гай Юлий Цезарь Випсаниан (20 до н. э. — 4 год н. э.) — старший сын Агриппы и Юлии. Усыновлён Октавианом в 12 до н. э. Рассматривался как наиболее вероятный наследник власти. Консул 1 года. Умер во время похода в Армению в начале 4 года.
- Гай Юлий Цезарь Страбон (Гай Юлий Цезарь Старший; ок. 135 до н. э. — 84 до н. э.), квестор 99 или 98 до н. э., претор 92 до н. э., сторонник Мария, который женился на его сестре. Был пропретором в Азии, где разбогател. Умер в Риме, согласно легенде, так же как и его отец, в то время, когда наклонившись надевал сандалии.
- Германик Юлий Цезарь Клавдиан (24 мая 15 до н. э. — 10 октября 19 года) — римский военачальник и государственный деятель, усыновлённый Тиберием по настоянию Августа, консул 12 года, прославившийся своими масштабными германскими кампаниями. Отец императора Калигулы и брат императора Клавдия.
- Гней Домиций Агенобарб (11 декабря 17 до н. э. — январь 40 года) — сын Луция Домиция Агенобарба и Антонии Старшей. Консул 32 года. Отец Нерона.
- Гней Помпей Магн (Помпей Великий; 29 сентября 106 до н. э. — 29 сентября 48 до н. э.) — римский государственный деятель, военачальник, двукратный консул Римской республики, входил в состав первый первого триумвирата, позже — противник Цезаря, возглавивший военные действия против него.
- Децим Гатерий Агриппа (? — 32 год) — первый муж Домиции Лепиды Старшей, консул 22 года, умерщвлён в 32 году по приказу Тиберия.
- Домиция Лепида Младшая (10 до н. э. — 54 год) — дочь Луция Домиция Агенобарба и Антонии Старшей, тетка Нерона, мать Валерии Мессалины, третьей жены Клавдия. Была замужем трижды. Обвинена в измене Агриппиной Младшей, после чего казнена.
- Домиция Лепида Старшая (ок. 19 до н. э. — 59 год н. э.) — старшая дочь Антонии Старшей и Луция Домиция Агенобарба, жена Децима Гатерия Агриппы (до 32 г) и Гая Саллюстия Пассиена Криспа, который развёлся с ней в 41 году по приказу Клавдия, чтобы жениться на вернувшейся из ссылки Агриппине Младшей. Стала её противницей. Отравлена её сыном, императором Нероном.
- Друз Юлий Цезарь (7—33) — один из сыновей Германика. Был обвинён Ливиллой в том, что покушался на власть Тиберия. В 30 году был заключён в тюрьму, где умер от истощения в 33 года.
- Кальпурния Пизонис — римская матрона, третья жена Юлия Цезаря.
- Квинт Гатерий Антонин — сын Домиции Лепиды Старшей и её первого мужа, консул 53 года.
- Клавдия Августа (63 год) — дочь Поппеи и Нерона. Была обожествлена Нероном в первые дни своего существования. Умерла от болезни не дожив и до четырёх месяцев, чем повергла Нерона в траур.
- Клавдия Антония (ок. 30 года — 66 год) — дочь императора Клавдия, была дважды замужем. Казнена по приказу Нерона за то, что отказалась выйти за него замуж.
- Клавдия Марцелла Младшая (40 до н. э. — не ранее 10 года) — дочь Октавии Младшей, племянница Октавиана.
- Клавдия Марцелла Старшая (ок. 41 до н. э. — не ранее 2 года) — дочь Октавии Младшей, племянница Октавиана, вторая жена Марка Випсания Агриппы.
- Клавдия Октавия (40—62) — дочь Клавдия, первая жена Нерона. Получила развод, когда Поппея Сабина забеременела от Нерона. Официальная причина развода — бесплодие. Вскоре Поппея обвинила Октавию в разврате, и она была изгнана в ссылку. Римская чернь уважала Клавдию, и по городу поползли слухи, что её попытаются освободить и вновь женить на императоре. По приказу Поппеи Октавия была убита.
- Клавдия Пульхра (14 до н. э. — 26 до н. э.) — вторая жена Публия Квинтилия Вара, обвинена в измене Сеяном и казнена в 26 году.
- Клодия Пульхра (иногда Клавдия Пульхра, иногда когномен читают как Пульха́ра; ок. 54 до н. э. — ?) — первая жена Октавиана Августа, развод с которой стал поводом Перузийской войны.
- Корнелия Цинилла (иногда Корнелия Цинна Младшая; ок. 94 до н. э. — 68 до н. э.) — первая жена Юлия Цезаря, мать его единственной законнорождённой дочери Юлии Цезарис.
- Ливия Друзилла (после 14 года — Ю́лия Авгу́ста или Ли́вия Авгу́ста; 28 сентября 58 до н. э. — 29 год) — жена Октавиана Августа (38 до н. э. — 14), мать императора Тиберия, бабка императора Клавдия, прабабка императора Калигулы и прапрабабка императора Нерона. Была обожествлена императором Клавдием. Одна из самых могущественных и почитаемых женщин за всю историю Древнего Рима.
- Ливия Орестилла — в 38 году Калигула выкрал её во время брачной церемонии и женился на ней. Через день Ливия получила развод и, позже, была выслана, за то, что хотела вернуться к своему бывшему жениху.
- Ливия Юлия (часто — Ливилла; ок. 13 до н. э. — 31 год н. э.) — дочь Друза Старшего и Антонии Младшей, племянница Тиберия, родная сестра Клавдия, участница заговора Сеяна. Покончила жизнь самоубийством после раскрытия заговора.
- Лоллия Паулина (? — 49 год) — была вынуждена развестись со своим первым мужем, Публием Меммием Регулом, чтобы выйти замуж за Калигулу. Калигула выбрал её в качестве жены из-за её богатства. Через полгода он развёлся с ней, обвинив её в бесплодии, однако запретил ей близкие общения с другими мужчинами. Позже стала противницей Агриппины Младшей, была обвинена ею в чёрной магии, её имущество было конфисковано. Она покинула Италию и покончила жизнь самоубийством.
- Луций Домиций Агенобарб (? — 25 год) — консул 16 года до н. э., муж Антонии Старшей, триумфатор (за продвижение вглубь территории Германии, где никто до него не бывал), после смерти Августа, по его завещанию, унаследовал его домашнюю утварь.
- Луций Кассий Лонгин — первый муж Юлии Друзиллы, сестры Калигулы. Был вынужден развестись с нею, когда Калигула получил власть. Позже был убит по его приказу.
- Луций Эмилий Лепид Павел (? — 14 год) — консул 1 года, муж Юлии Младшей. Казнён как заговорщик в 14 году.
- Луций Юлий Цезарь Випсаниан (17 до н. э. — 2 год н. э.) — один из сыновей Марка Випсания Агриппы и Юлии Старшей. По рождению Луций Випсаний Агриппа, усыновлён Октавианом в 12 году до н. э., рассматривался Августом в качестве одного из преемников. Умер в Галлии в 2 году от болезни.
- Марк Антоний (14 января 83 до н. э. — 1 августа 30 до н. э.) — троюродный племянник и сторонник Юлия Цезаря, триумвир, один из самых заметных политиков и военачальников I века до н. э.
- Марк Атий Бальб (105 до н. э. — 51 до н. э.) — римский патриций, двоюродный брат Помпея Великого по материнской линии. Претор во время одного из консульств Цезаря
- Марк Валерий Мессала Барбат (12 до н. э. — 20 год н. э.) — первый муж Домиции Лепиды Младшей, отец Валерии Мессалины, жены императора Клавдия.
- Марк Валерий Мессала Барбат Аппиан, при рождении Гай Клавдий Пульхр, усыновлён Марком Валерием Мессалой, консулом-суффектом 32 до н. э., когда уже состоял в браке и имел дочь, Клавдию Пульхру. Муж Клавдии Марцеллы Младшей.
- Марк Виниций — консул 30 года, правитель Азии в ранге проконсула в 38—39 годах, муж Юлии Ливиллы.
- Марк Випсаний Агриппа (63 до н. э. — 12 до н. э.) — римский государственный деятель и полководец, друг и зять императора Октавиана Августа.
- Марк Клавдий Марцелл (эдил) (42 до н. э. — 23 до н. э.) — сын Октавии Младшей и Гая Клавдия Марцелла, первый муж Юлии Старшей, дочери Окатвиана. Рассматривался Октавианом в качестве одного из основных преемников. Умер в Байях в год своего эдильства.
- Марк Эмилий Лепид (14—39) — второй муж любимой сестры Калигулы, Юлии Друзиллы, сын Юлии Младшей. После её смерти стал любовником обеих её сестёр — Агриппины Младшей и Юлии Лвиллы, пытаясь, тем самым, стать наследником Калигулы. Заговор был раскрыт, а Марк Эмилий Лепид казнён.
- Марк Юний Силан Торкват — муж Эмилии Лепиды, от которого она имела шестерых детей.
- Милония Цезония (6—41) — четвёртая жена Калигулы, мать его единственной дочери, Юлии Друзиллы. Калигула женился за ней, когда у неё уже было трое детей. Не блистала ни умом, ни красотой, однако была любима им. Дочь родила сразу после их свадьбы. Убита преторианцами вместе с мужем и дочерью.
- Нерон Клавдий Друз Германик (часто — Друз Старший; 14 января 38 до н. э. — 9 до н. э.) — римский военачальник, брат императора Тиберия Клавдия. Младший сын Ливии, муж Антонии Младшей.
- Нерон Клавдий Цезарь Август Германик (15 декабря 37 года — 9 июня 68 года) — последний римский император династии Юлиев-Клавдиев. Имел очень жестокий характер. Считается, что ради своего удовольствия поджёг Рим в 64 году. Был свергнут и убит.
- Нерон Юлий Цезарь Германик (6—30) — один из сыновей Германика. Был обвинён Ливиллой в том, что покушался на власть Тиберия. В 29 году был сослан. Погиб в ссылке.
- Гай Юлий Цезарь Октавиан Август (23 сентября 63 до н. э. — 19 августа 14 год) — римский политический деятель, основатель принципата (с именем Imperator Caesar Augustus, с 16 января 27 до н. э.), Великий понтифик с 12 года до н. э., Отец отечества со 2 до н. э., ежегодный консул с 31 до н. э., цензор 29 до н. э., внучатый племянник Цезаря, усыновлённый им в завещании.
- Октавия Младшая (69 до н. э. — 11 до н. э.) — старшая сестра первого римского императора Октавиана Августа и младшая сестра Октавии Старшей. Одна из самых известных женщин в римской истории, уважаемая и почитаемая современниками за её преданность, благородство, гуманность и сохранение традиционных римских женских добродетелей.
- Плавтия Ургуланилла — первая жена Клавдия, с которой он развёлся по причине её измены с вольноотпущенником Ботером. Также он не признал дочь Клавдию, рождённую ею через пять месяцев после развода.
- Помпей Магн — первый муж Клавдии Антонии. Был обвинён Мессалиной в гомосексуальности и казнён.
- Помпея Сулла — вторая жена Юлия Цезаря, с которой он развёлся в 62 до н. э., когда она оказалась замешанной в скандал с проникновением Публия Клодия Пульхра на праздник Благой богини в дом Юлия Цезаря. Доказательств измены Помпеи не было, однако «жена Цезаря должна быть вне подозрений».
- Помпония Цецилия Аттика (51 до н. э. — ?) — первая жена Марка Випсания Агриппы.
- Поппея Сабина (30—65) — вторая жена Нерона. До него была замужем дважды, в том числе и за будущим императором Отоном. В 63 родила Нерону дочь, скончавшуюся в младенчестве. В 65, во время ссоры Нерон ударил беременную Поппею в живот, отчего у неё случился выкидыш, а сама она умерла.
- Публий Квинтилий Вар (ок. 53 до н. э. — осень 9 н. э.) — римский военачальник и политический деятель в период правления императора Августа. Был разбит Арминием в Тевтобургском Лесу, где полностью потерял три легиона. Покончил жизнь самоубийством.
- Публий Квинтилий Вар Младший (ок. 1 — 27 год) — сын Публия Квинтилия Вара и Клавдии Пульхры. Казнён после обвинения Сеяном в измене.
- Скрибония Либона (ок. 70 до н. э. — 16 год) — вторая жена Октавиана Августа, мать его единственной дочери Юлии Старшей.
- Стацилия Мессалина (ок. 35 год — не ранее 68 год) — последняя жена Нерона. До него была замужем и имела сына. Стала его любовницей в 65 году. После смерти Поппеи её муж, Марк Юлий Вестин Аттик, был вынужден совершить самоубийство, после чего Нерон женился на ней. Вела достойный образ жизни, настолько, что смогла уцелеть после падения династии. Отон, во время своего правления, собирался жениться на ней, но не успел.
- Тиберий Гемелл (19—38) — сын Ливиллы и Друза Младшего, внук Тиберия. Был вовлечён, хотя и без собственного ведома, в заговор Сеяна, одной из целей которого была передача ему власти. Это, во многом, предопределило выбор Тиберия в пользу Калигулы. Вскоре после прихода к власти, Калигула казнил его.
- Тиберий Друз Клавдий Юлий Цезарь Нерон (часто — Друз Младший) (13 до н. э. — 14 сентября 23 года) — единственный сын Тиберия, римский военачальник, консул 15 и 21 годов, проконсул в Иллирике с 17 по 20 годы. В 22 году получил трибунскую власть. Неожиданно скончался в 23 году. Как выяснилось позже, при раскрытии заговора Сеяна, был отравлен своей женой, Ливиллой.
- Тиберий Клавдий Нерон Старший (ок. 85 до н. э. — 33 до н. э.) — первый муж Ливии Друзиллы, отец императора Тиберия, римский военачальник, находившийся на службе во время правления Цезаря. После убийства Цезаря встал на сторону республиканцев, выступал против Октавиана во время Перузийской и Сицилийской войн. Был амнистирован Октавианом в 40 году до н. э.
- Тиберий Клавдий Цезарь Август Германик (1 августа 10 до н. э. — 13 октября 54 года) — римский император с 41 по 54 год, считался умственно неполноценным, однако получил власть после убийства преторианцами своего племянника, Калигулы. Был отравлен своей женой, Агриппиной Младшей.
- Тиберий Клавдий Цезарь Британник (12 февраля 41 года — 11 февраля 55 года) — единственный сын императора Клавдия, рождённый Мессалиной. После женитьбы Клавдия на Агриппине главным наследником стал считаться Нерон, который и стал императором после смерти Клавдия. Британник был отравлен накануне своего 14 дня рождения, через 4 месяца после смерти Клавдия.
- Тиберий Цезарь Август (42 до н. э. — 37 год) — приёмный сын и зять Октавиана Августа, сын Ливии Друзиллы от первого брака, прославленный военачальник, второй римский император (с 14 года).
- Фавст Корнелий Сулла Лукулл (? — 40 год) — второй муж Домиции Лепиды Младшей. Правнук диктатора Суллы.
- Фавст Корнелий Сулла Феликс (22—62) — муж Клавдии Антонии, дочери императора Клавдия. Консул 52 года. В 56 году ему хотели отдать власть заговорщики Паллас и Афраний Бурр, однако были разоблачены Нероном. Выяснилось, что Сулла не знал о заговоре. В 58 году был обвинён по подложному письму и сослан. Убит в ссылке по приказу Тигеллина.
- Элия Пецина — вторая жена Клавдия, сводная сестра Сеяна, на которой Клавдий женился в 28 году. В 31, после раскрытия заговора Сеяна, Клавдий развёлся с Пециной. От неё он имел дочь, Клавдию Антонию. В 48, после казни Мессалины, Клавдию предлагали вновь жениться на Пецине, однако он выбрал Агриппину Младшую.
- Эмилия Лепида (? — 36 год) — жена Друза Цезаря, дочь Марка Эмилия Лепида, консула 6 года. После смерти мужа вновь замуж не вышла. Покончила жизнь самоубийством, поскольку была обвинена в связи с чужим рабом.
- Эмилия Лепида (4 до н. э. — 53 н. э.) — дочь Юлии Младшей, правнучка Октавиана и внучка Агриппы . В 13 году вышла замуж за Марка Юния Силана Торквата. Родила в браке 6 детей. Отравлена по приказу Агриппины Младшей по неизвестной причине.
- Юлия Друзилла (16 сентября 16 — 10 июня 38 год) — сестра Калигулы. Есть упоминания о том, что жила с ним в половой связи. Была титулована им как «Божественная Друзилла». Умерла, предположительно, от лихорадки.
- Юлия Друзилла (39—41) — единственная дочь Калигулы от его последней жены, Милонии. Рождена сразу же после свадьбы. Погибла в двухлетнем возрасте, при убийстве родителей преторианцами.
- Юлия Ливилла (18—41) — младшая сестра Калигулы. Была вовлечена в заговор против него, целью которого была передача власти Марку Эмилию Лепиду Младшему. Была отправлена в ссылку. Возвращена из ссылки Клавдием, однако у неё установились плохие отношения с Мессалиной. Была вновь сослана и убита в ссылке.
- Юлия Ливия (5—43) — дочь Ливиллы и Друза Младшего, внучка Тиберия. Как и мать, была вовлечена в заговор Сеяна. После ссылки её первого мужа, вышла замуж второй раз, за Гая Рубеллия Бланда. В 43 году была обвинена Мессалиной и казнена по приказу Клавдия.
- Юлия Старшая (39 до н. э. — 14 год) — дочь Октавиана Августа, единственный его родной ребёнок, рождённый от брака со Скрибонией. Жена Марка Випсания Агриппы, после — жена Тиберия. Изгнана Октавианом в ссылку за прелюбодеяние, где и умерла.
- Юлия Цезарис (83 или 82 до н. э. — 54 до н. э.) — единственная законная дочь Юлия Цезаря, рождённая в браке с Корнелией Циниллой. Была замужем за Помпеем Великим. Умерла во время родов.
- Юлия Цезарис Младшая (101 до н. э. — 51 до н. э.) — сестра Юлия Цезаря, вышла замуж за Марка Атия Бальба, бабка Октавиана, который на её похоронах получил первый ораторский опыт.
- Юлия Цезарис Старшая — сестра Юлия Цезаря, вышла замуж за представителя древнего патрицианского рода Луция Пинария.
- Юния Клавдилла (? — 37 год) — первая жена Калигулы из рода патрициев Юниев Силанов. Умерла при родах.

## Люди, оказавшие наибольшее влияние на политику Юлиев-Клавдиев
- Марк Юний Брут — один из организаторов убийства Гая Юлия Цезаря (15 марта 44 года до н. э.);
- Гай Кассий Лонгин — соучастник предыдущего;
- Луций Элий Сеян — всесильный префект претория при Тиберии и его советник, организатор заговора (октябрь 31 года);
- Квинт Невий Корд Суторий Макрон — преемник предыдущего на посту префекта претория, фактически принёсший власть Калигуле. Один из ключевых противников Сеяна, донёсший Тиберию о заговоре;
- Луций Вителлий — сенатор. Во времена правления императора Клавдия сначала был приверженцем Валерии Мессалины, позже занял сторону Агриппины. Отец императора Вителлия;
- Марк Антоний Паллас — вольноотпущенник, казначей во времена правления Клавдия, любовник Агриппины;
- Тиберий Клавдий Нарцисс — либертин, секретарь Клавдия, разоблачивший так называемый заговор Мессалины;
- Луций Анней Сенека-младший — воспитатель и советник Нерона;
- Клавдия Акта — вольноотпущенница, любовница Нерона. Повлияла на его отношения с матерью, Агриппиной;
- Гай Кальпурний Пизон — сенатор, римский политический деятель, организатор неудавшегося заговора против Нерона (65 год);
- Секст Афраний Бурр — воспитатель Нерона, префект претория в первую половину его правления (до 62 года);
- Гай Офоний Тигеллин — советник Нерона, префект претория во вторую половину его правления.